# La Joya, San Luis Potosí
La Joya är en ort i Mexiko.   Den ligger i kommunen Xilitla och delstaten San Luis Potosí, i den centrala delen av landet, 220 km norr om huvudstaden Mexico City. La Joya ligger 592 meter över havet och antalet invånare är 365.
Terrängen runt La Joya är kuperad österut, men västerut är den bergig. Terrängen runt La Joya sluttar österut. Runt La Joya är det ganska tätbefolkat, med 90 invånare per kvadratkilometer. Närmaste större samhälle är Xilitla, 3,7 km söder om La Joya. I omgivningarna runt La Joya växer i huvudsak städsegrön lövskog.